# Allt vi behöver för att leva
Allt vi behöver för att leva är en psalm vars text är skriven av Britt G Hallqvist. Musik är skriven av Carl-Bertil Agnestig.

## Publicerad i
- Psalmer i 90-talet som nr 874 under rubriken "Gemenskapen med Gud och Kristus"
- Psalmer i 2000-talet som nr 949 under rubriken "Gemenskapen med Gud och Kristus"
- Det danska tillägget till psalmboken Kirkesangbogen som nummer 851